# Procedura uzgodnieniowa
Procedura Uzgodnieniowa – stanowiła ona mechanizm wprowadzony poprzez Jednolity Akt Europejski (SEA) aby udzielić Parlamentowi Europejskiemu prawo weta odnoszące się do ważnych postanowień o nie rutynowym charakterze, ustanawianych za pomocą Rady Ministrów. Ta procedura zobowiązuje Parlament aby wyraził zgodę na określoną ustawę absolutną większością głosów, nim zostanie ona przyjęta przez Radę Ministrów i miała przeznaczenie w dwóch dziedzinach: zawarcia układów o stowarzyszeniu z państwami trzecimi oraz przystąpienia do wspólnoty nowych państw członkowskich.